# Bollullos Par del Condado
Bollullos Par del Condado és un municipi de la província de Huelva, a la comunitat autònoma d'Andalusia. El municipi és entre el Parc Nacional de Doñana i la sierra de Aracena (a 26 minuts de camí de Valverde del Camino, a 36 km). També està a mig camí entre Huelva i Sevilla, i a una escassa mitja hora de les platges de la Costa de la Luz. La seva economia és principalment de tipus agrícola (vinya, préssec i maduixa), encara que també cal ressenyar la importància de la indústria vitivinícola i l'auge cada vegada major del sector serveis; aquí destaquen la reparació de vehicles de motor, articles personals i d'ús domèstic, la construcció, la indústria de l'alimentació, begudes i tabac, l'hostaleria i la indústria de la fusta i del suro.